# Московский горком художников-графиков
Московский Горком художников-графиков на Малой Грузинской, 28. В 1975—1991 годах — независимый профсоюз художников, графиков, фотографов с выставочным залом, располагавшийся в Москве на Малой Грузинской улице, дом 28.

## История
Решение о создании Московского объединенного комитета профсоюза художников-графиков в конце 1975 года принимал первый секретарь МГК КПСС В. В. Гришин.
Существует мнение, что на самом деле Горком образовали в середине 1930-х годов как профсоюз технических художников (перерисовка со слепых фотографий, картография, рисунки растений, внутр. органов и т.д.), ретушеров и фотографов московских издательств. 
Горком и выставочный зал располагался в подвале кооперативного дома деятелей кино, по адресу «Малая Грузинская, дом 28». В доме проживал поэт и актёр Владимир Высоцкий.
В мае 1976 г. в новооткрытом помещении Горкома графиков в доме № 28 была проведена выставка семи корифеев движения (О. Кандауров, Д. Плавинский, В. Немухин, О. Рабин, Н. Вечтомов, А. Харитонов, В. Калинин). Впоследствии Горком графиков был реорганизован в Творческий союз художников России (ТСХР). Бессменным руководителем всех этих общественных организаций являлся Эдуард Дробицкий.
Художникам была выделена часть подвала в доме на Малой Грузинской 28, которая служила им и офисом, и выставочным залом. Живописцы начали готовиться к своей первой серьёзной выставке — смотру новой Секции живописи. Она с успехом прошла с декабря 1977 по февраль 1978 года.
Особенно выделялись творческие группы «20 московских художников», «Мир Живописи», группа «21 московский художник», «Мост», «18 московских художников», «Российские мотивы».
Газета «International Herald Tribune» от апреля 1986 г. напишет: «Десятки тысяч москвичей приходят посмотреть произведения художников, представителей андерграунда в Москве на Малой Грузинской 28».
Горком графиков считается первым «островком творческой свободы» в Москве 1970—1980 годов.

## Выставочная деятельность: живопись, графика
В залах проходили ежегодные выставки групп: «20 московских художников», «Мир Живописи», группа «21 московский художник», «Мост», «17 московских художников» и «18 московских художников», а также персональные выставки членов Горкома.
Выставочный зал каждый год проводил весенние и осенние выставки живописи и ежегодную выставку фотографии, пройдя выставком, в выставках мог принять любой желающий автор.
В залах Горкома выставлялись художники — Илья Кабаков, Владислав Провоторов, Виктор Пивоваров, Михаил Шварцман, Иван Марчук, Эдуард Штейнберг, Владимир Янкилевский, Семен Файбисович, Борис Бич, Александр Жданов, Валерий Пьянов, Петр Беленок, Виктор Казарин, Анатолий Кретов-Даждь, Алексей Клейменов, Виктор Кособоков, Михаил Гельман, Владимир Полуэктов, Павел Розенберг и другие.

## Выставочная деятельность: фотография
В персональных и ежегодных фотовыставках принимали участие советские «неофициальные» фотографы: Гарик Пинхасов, Борис Смелов, Франсиско Инфанте, Александр Лапин, Александр Слюсарев, Игорь Мухин, Эдуард Гладков, Владимир Сычёв и другие.
В фотовыставках участвуют и признанные мастера фотографии из Литвы, Латвии и других городов и республик Советского союза, для них это единственный шанс показать свои фотоработы столичной критике и публике.
В фотовыставках участвуют члены горкома, а также проходит открытый(конкурсный) прием работ от любителей фотографии. Все фотовыставки за день до вернисажа обязательно литуются.

## Выставочная деятельность: музыка
На выставках «20» с 1979 по 1988 год бессменно звучала музыка композитора Михаила Чекалина, который являлся полноправным участником выставок. Это был уникальный прецедент по созданию музыкальной среды — психоделического эмбиента в художественном выставочном пространстве. «Музыка Чекалина в те годы была такой же оппозицией к классической консерваторской музыке, как и живопись художников Малой Грузинской к официальному искусству. Подход к музыкальному сочинению как к полотну: полистилистическому, разнофактурному эклектическому целому, элитарному и массовому одновременно, во многом был тождественен пониманию живописи. <…> Михаил Чекалин в те годы был единственным композитором, так плотно работавшим с художниками. <…> Новаторским на выставках „20“ было соединение в выставочном пространстве живописи и музыки. Их совместные экспозиции стали первыми в практике отечественного искусства второй половины XX века выставками, где рядом с живописью зазвучала музыка <…> На зрителя, входящего в подвальные помещения выставочного зала, буквально обрушивалось насыщенное живописью и музыкой пространство, преображенное не экспозиционной концепцией, не архитектурой помещения, а плотной и эклектичной развеской картин и музыкой. Для убедительности впечатления, которое это пространство могло производить на зрителя, нужно представить, какой однообразной и серой была среда, окружающая человека брежневской эпохи в его повседневной жизни»).

## Издания

Москва  2009. книга Малая Грузинская, 28

## Пресса
- текст: Т.Ночич. «КТО ОНИ, НЕКОНФОРМИСТЫ?». «Старт» № 417 12.01.1985  (недоступная ссылка)
- текст: Михаил Боде. «Отстойник искусства времен застоя». «Редакция ежедневной ГАЗЕТЫ»
- текст: Милена Орлова «Лицо Малой Грузинки». Газета «Коммерсантъ» № 172 (3748) от 21.09.2007
- текст: Виктор Грицюк. «Как всё начиналось»